# 福浦 (赤穂市)
福浦（ふくうら）は、兵庫県赤穂市西部の地域名。折方、鷏和とともに岡山県に接する。かつては岡山県に属していた。

## 概要
江戸時代に大規模な干拓が行われるまでは海が深く入り込んだ入江地形を呈し、「九艘泊」、「大泊」、「船隠」といった地名があり、船が停泊する津としての役割を担っていたと考えられる。当時は現在の平野部分が袋状の入り江であり、「フクラ」が訛り、福浦という地名になったのではないかという説もある。江戸時代に入り、干拓により塩田や水田が整備され、現在のような平地が続く地形となった。福浦一帯の山々は、赤穂市全体を覆う「赤穂コールドロン」の一部となり、その痕跡がよく視認できる。古代遺跡はほとんど見つかっておらず、古墳が散見されるのみ。しかし、福浦南方の日生町に属する鹿久居島や西方の寒河では、縄文時代の遺物などが発見されている。
宇喜多氏領有の頃に干拓が進み、1376年（永和2年）には真言宗法光院も建てられたことから、中世後半には集落を形成していたとみられる。宮崎刑部による龍退治の民話もこの当時にその原型が成立したとも考えられる。江戸時代になると、岡山藩津田永忠による第1次干拓が1624年（寛永元年）、第2次干拓が1682年（天和2年）と行われ、福浦新田村が誕生。隣地の折方では、浅野長直が行った戸島新田の干拓によって広大な水田が出現したほか、西浜塩田の一角を形成して赤穂塩田を支えた。鷏和は、近代に至り、藤原新田の開発や、耕地整理が行われ、耕地が整備された。鷏和の地名は1876年（明治9年）に真木村と鳥撫村が合併する際、それぞれの頭字をとって「鷏」とし、「和」を付して名付けられた。1889年（明治22年）には、寒河村と合併し、福河村となり、1945年（昭和20年）に日生町に合併する。当時の名残として、JR西日本の駅名として「備前福河駅」が見られる。

### 赤穂市に編入
岡山県和気郡日生町であったが、1963年（昭和38年）9月1日から、地方自治法第7条第3項の規定により、兵庫県赤穂市に越県合併にて編入された。同時に赤穂市に編入された地区は以下のとおりである。
```
岡山県和気郡日生町大字福浦の区域(字二本桜、東山𡽶、入山口、向ヒ、名畑、舟木谷、前、背戸山、田ノ奥、鹿久居島及び取揚島の区域を除く。)及び大字福浦地先海面のうち真尾鼻突端から綱崎突端まで引いた線以内の区域
[
2
]
。
```

### 福浦峠
赤穂市福浦から岡山県和気郡日生町寒河までの間には、福浦峠（峠No.2132）が存在する。